# 長田王 (摂津大夫)
長田王（ながたおう、生年不詳 - 天平9年6月18日（737年7月20日））は、奈良時代の皇族。官位は正四位下・摂津大夫。

## 経歴
和銅4年（711年）正五位下に叙せられ、翌和銅5年（712年）伊勢斎宮へ派遣される。元明朝末の和銅8年（715年）正五位上、元正朝に入り霊亀2年（716年）従四位下・近江守と続けて昇叙される。
神亀元年（724年）聖武天皇の即位後間もなく従四位上に叙せられると、のち神亀6年（729年）正四位下・衛門督、天平4年（732年）摂津大夫に叙任されている。天平6年（734年）朱雀門前で歌垣が開催された際、栗栖王・門部王・野中王らとともに頭を務めた。
天平9年（737年）6月18日卒去。最終官位は散位正四位下。

## 人物
聖武朝初期に、六人部王・門部王・佐為王・桜井王ら十余人と共に「風流侍従」に数えられた。
歌人として、『万葉集』に伊勢斎宮に遣わされた際山辺の御井でおよび筑紫の水島へ派遣された際に詠んだ和歌6首が入集。また、『歌経標式』にも和歌作品1首が採録されている。

## 官歴
『続日本紀』による。
- 時期不詳：従五位上
- 和銅4年（711年） 4月7日：正五位下
- 和銅8年（715年） 4月25日：正五位上
- 霊亀2年（716年） 正月5日：従四位下。10月20日：近江守
- 神亀元年（724年） 2月22日：従四位上
- 神亀6年（729年） 3月4日：正四位下。9月28日：衛門督
- 天平4年（732年） 10月17日：摂津大夫